# Capo Spartivento (Calabria)
Capo Spartivento (anticamente Promontorio di Eracle in epoca greco-romana) è una località che si trova nel comune di Palizzi, in provincia di Reggio Calabria.

## Storia
L'attuale Capo Spartivento corrisponderebbe all'antico promontorio di Eracle (in greco τὁ Ηράκλειον ἃκρον). Scrive su di esso il geografo greco Strabone:
Dopo il promontorio di Eracle si trova quello di Locri, detto Zefirio, che ha il porto protetto dai venti occidentali e da ciò ne deriva anche il nome.»
(Strabone, Geografia, VI, 1, 7)
Nel 1867 venne costruito il Faro di Capo Spartivento.

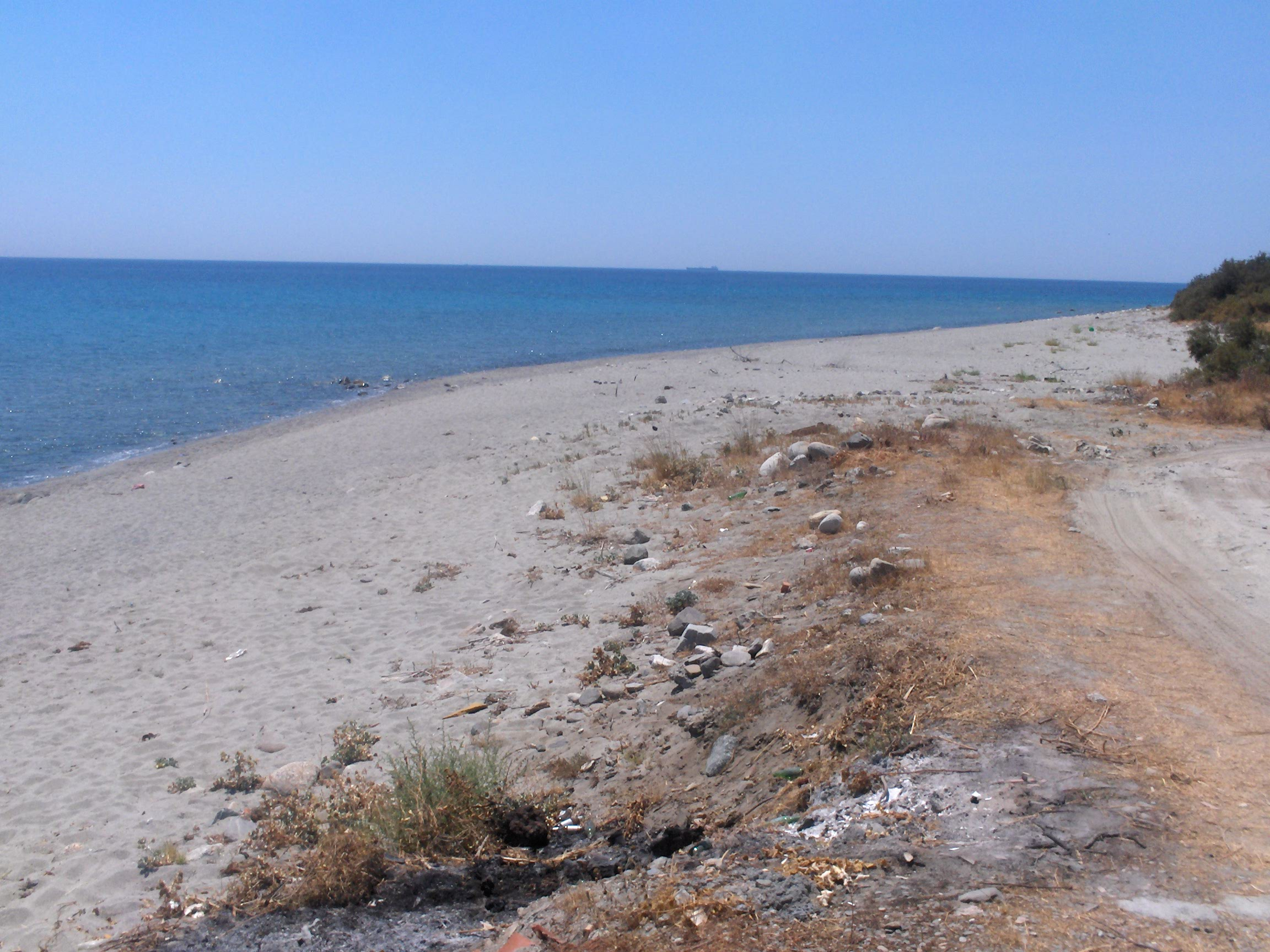
Spiaggia di Capo Spartivento
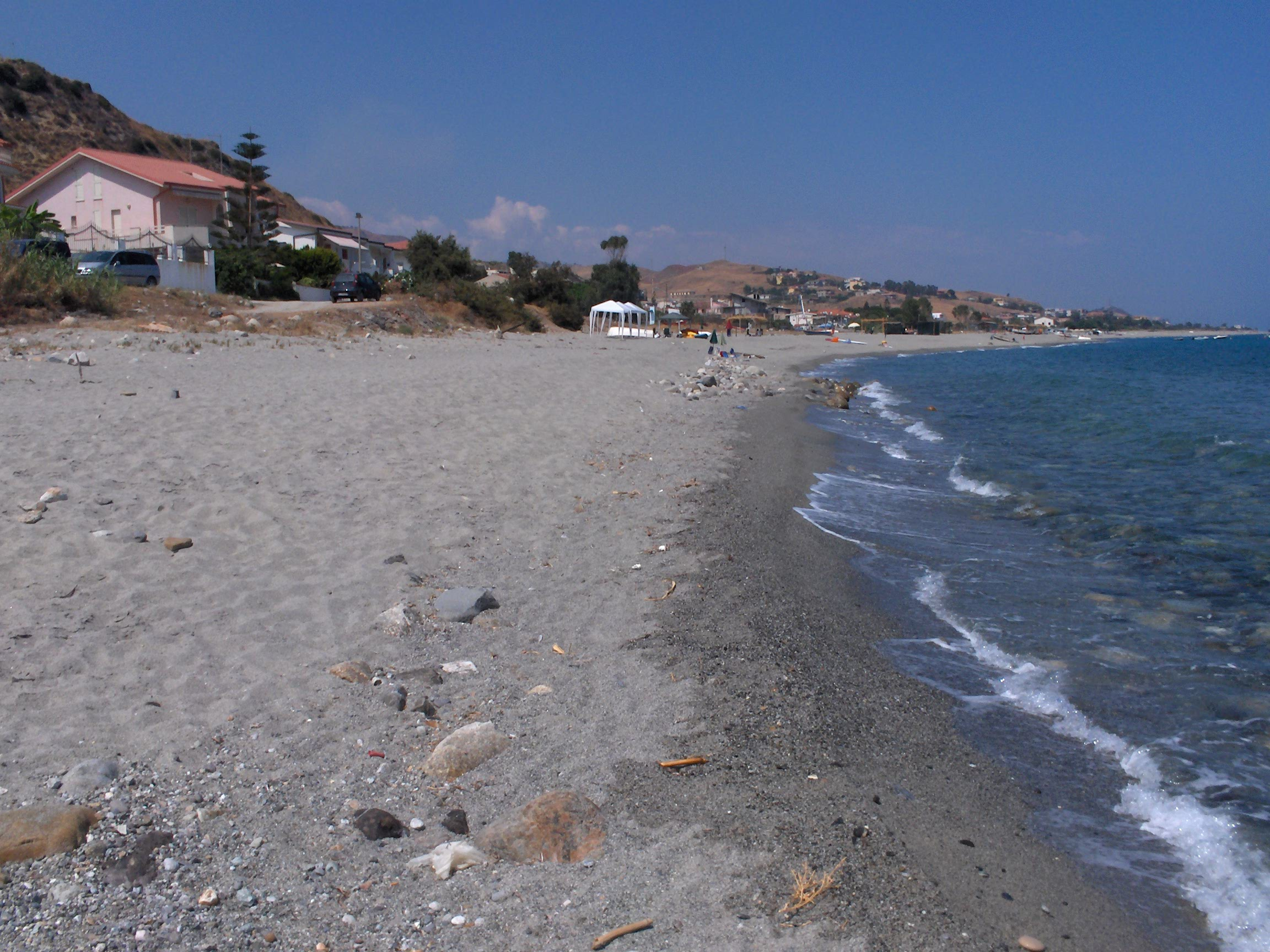
Capo Spartivento, vista a nord-est
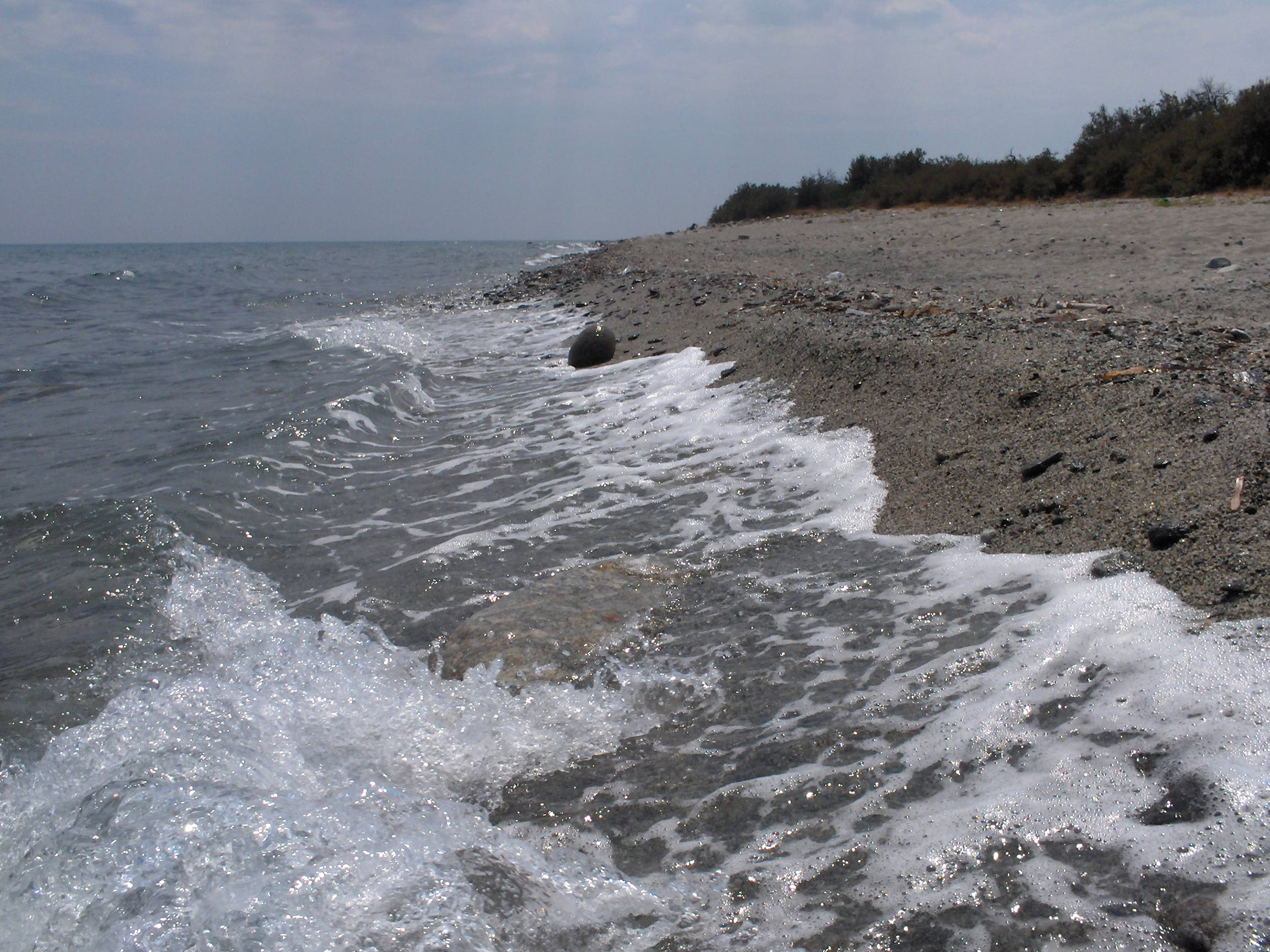
Capo Spartivento, vista a sud-ovest
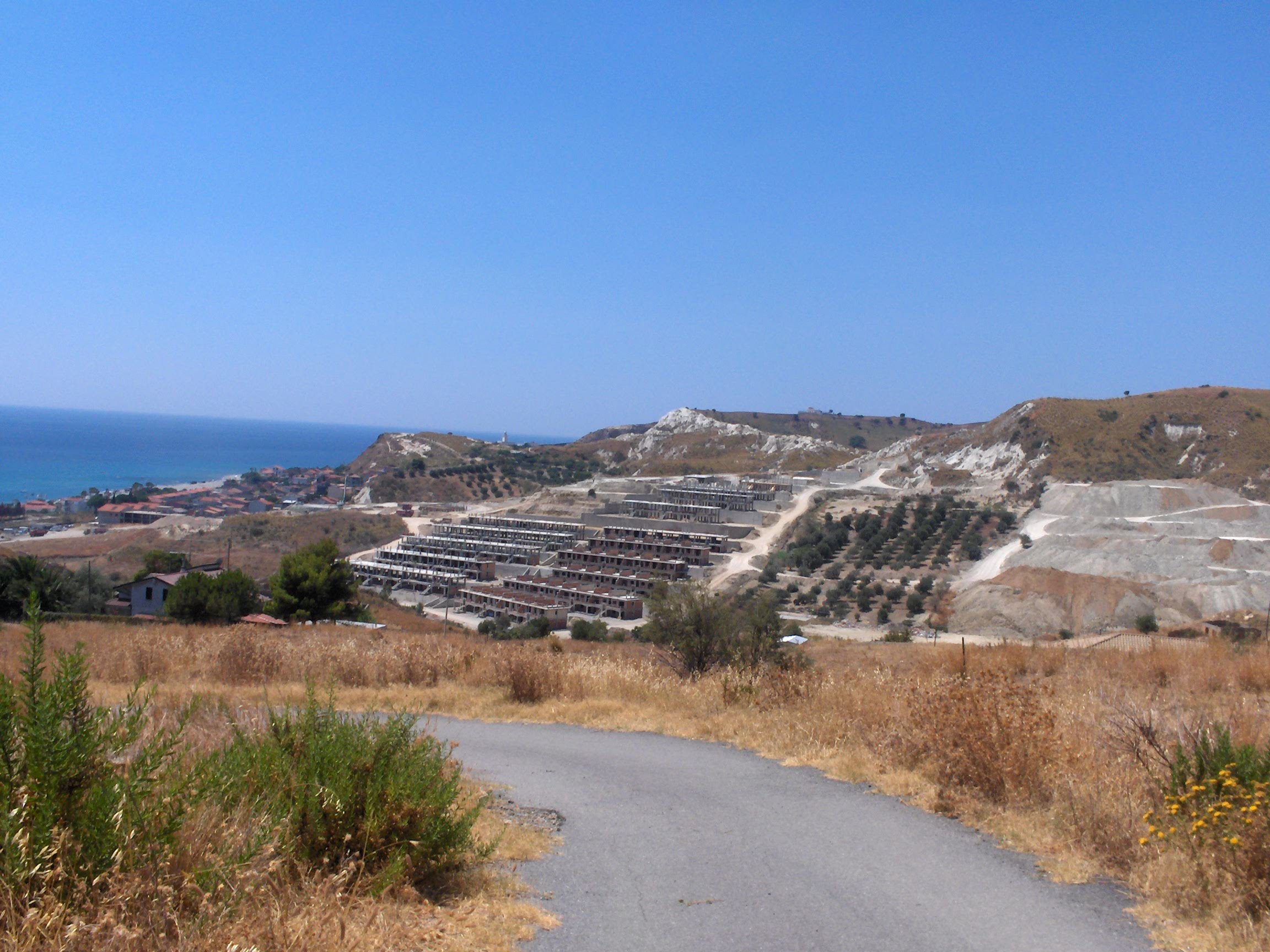
Capo Spartivento, Galati e promontorio (con antropizzazione selvaggia)